# Campionato italiano di football americano
Il campionato italiano di football americano è stato regolarmente disputato a partire dal 1980. Fino al 2003, l'attività relativa a questo sport era gestita dalla Federazione Italiana American Football (FIAF). Dopo il commissariamento della federazione per insolvenza, e la sua conseguente espulsione dal CONI, l'american football italiano è stato organizzato in diverse leghe e associazioni. Nel 2007 una scissione operata da alcuni importanti club di serie A ha dato vita a due campionati rivali. Tale rivalità è però ormai esaurita visto che la FIDAF (Federazione Italiana Di American Football) riconosciuta dal CONI ha al suo interno più del 95% delle squadre presenti sul territorio Italiano.

## Le premesse
In Italia la prima partita di football americano si svolse a Genova il 27 novembre 1913 quando si affrontarono le squadre della USS Connecticut e della USS Kansas, due delle quattordici navi della Great White Fleet americana temporaneamente attraccate nel porto ligure nel corso di una crociera di esercitazione nel Mar Mediterraneo. La USS Connecticut ha la meglio con il punteggio di 17-6.
| Genova 27 novembre 1913 | USS Connecticut | 17 – 6 | USS Kansas |  |

Dopo questa iniziale apparizione, il football americano tornò in Italia con le truppe militari durante la seconda guerra mondiale: caschi e palle ovali seguirono l'avanzata dei reparti statunitensi dal sud al nord della penisola. Il 23 novembre 1944 si disputò allo Stadio della Vittoria (Bari), tra i Playboys e la Technical School, una partita di touch football. Il trofeo in palio, denominato "Bambino Bowl", fu conquistato dalla Technical School per 13-0 davanti a un pubblico di 5.000 spettatori.
| Bari 23 novembre 1944 | Technical School | 13 – 0 | Playboys | Stadio della Vittoria |

Poco più di un mese dopo si disputò a Firenze, davanti a 25.000 persone il giorno di Capodanno del 1945, lo Spaghetti Bowl tra i Bridgebusters (rappresentanti della 12ª Air Force) e i Mudders (5ª Armata dell'Esercito americano), che s'imposero per 20-0.
| Firenze 1º gennaio 1945 | Mudders 5ª Armata | 20 – 0 (0-0 7-0 13-0 0-0) | Bridgebusters Twelfth Air Force | (25.000 spett.) |
| \| \| \| \| \| Moody Q2 (TD) 3yd run Moody Q2 (pat) Moody Q3 (TD) interception Moody Q3 (pat) Lemke Q3 (TD) 35 yd pass from Buell \| Marcatori \| \| |                   |                           |                                 |                 |
| |                   |                           |                                 |                 |
| Moody Q2 (TD) 3yd run Moody Q2 (pat) Moody Q3 (TD) interception Moody Q3 (pat) Lemke Q3 (TD) 35 yd pass from Buell                                   | Marcatori         |                           |                                 |                 |

Anche se probabilmente in quegli anni si giocarono altri incontri di cui non rimane documentazione, il primo in tempo di pace, ebbe luogo a Trieste, ultimo territorio liberato, nel gennaio del 1948. L'incontro fu organizzato dalle Trieste United States Troops (TrUST) e vide gli SP'S prevalere sulla D Company per "tre touchdown" (quindi 21-0).
| Trieste gennaio 1948 | SP'S | 21 – 0 | D Company |  |

In seguito le unità militari del TrUST organizzarono un proprio torneo nel Territorio Libero di Trieste: il campionato TrUST, che fu organizzato fino al 1954, anno in cui terminò la missione statunitense a Trieste. Alcune di queste squadre giocarono anche incontri internazionali.
Nel 1977 fu disputato il Torneo della stampa sportiva 1977, organizzato dalla Federazione Italiana Football Americano, che fu vinto da una squadra considerata "campione d'Italia" ma i giocatori delle 4 squadre partecipanti erano quasi tutti militari statunitensi di basi NATO, che all'epoca avevano già un loro campionato denominato Northern Italian Football League.
Il primo incontro ufficiale giocato fra squadre italiane di football americano in preparazione al primo campionato ufficialmente riconosciuto dalla federazione fu invece disputato il 24 giugno 1978 allo stadio Carlo Speroni di Busto Arsizio: fu vinto dai Rhinos Milano sui Frogs Gallarate per 36-0.
| Busto Arsizio 24 giugno 1978 | Frogs Gallarate | 0 – 36 | Rhinos Milano | Stadio Carlo Speroni |

## Storia

### Primi campionati

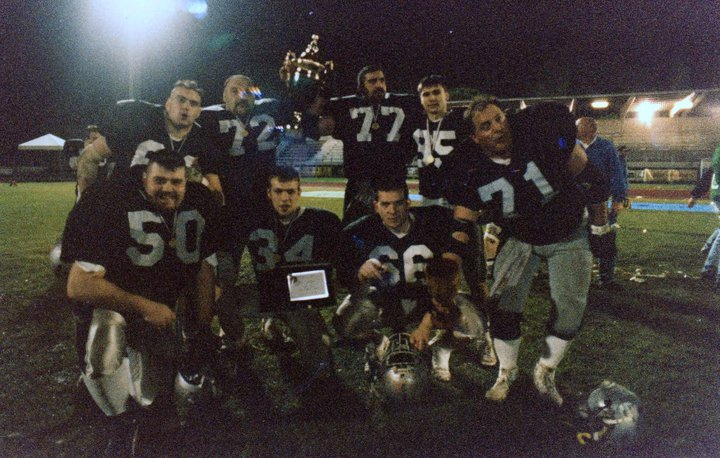
I Frogs Legnano campioni d'Italia 1995 festeggiano la vittoria dopo essersi aggiudicati il Superbowl italiano

Il primo campionato di football americano organizzato in Italia, che non fu però mai riconosciuto dalla federazione, ebbe luogo nel 1977 e venne vinto dai Tori Torino.
In questo contesto ci fu il primo incontro ufficiale giocato fra squadre italiane di football americano in preparazione al primo campionato ufficialmente riconosciuto dalla federazione; disputato il 24 giugno 1978 allo stadio Carlo Speroni di Busto Arsizio, l'incontro fu vinto dai Rhinos Milano sui Frogs Gallarate per 36-0.
Il primo campionato di football americano ufficialmente riconosciuto dalla federazione venne organizzato nel 1980: in questo torneo si impose la Lupi Roma, che fu pertanto la prima squadra in questo sport a laurearsi campione d'Italia.

### Crisi e declino
Dopo i fasti degli anni ottanta, il football italiano entrò in una fase di recessione. Tra le cause potrebbero avere concorso l'esaurirsi della prima generazione di appassionati, una congiuntura economica sfavorevole e l'avvento delle pay-tv che orientò gli interessi degli sponsor verso gli sport più seguiti, determinando una situazione difficile per tutte le discipline meno seguite. Molte squadre storiche chiusero, altre realtà più effimere apparvero e scomparvero velocemente; tra queste, i gloriosi Rhinos Milano, i cui giocatori si divisero in altre squadre, una delle quali, i Pharaones, riuscì comunque a vincere un superbowl. A Bologna le due squadre storiche dei Doves Bologna e dei Warriors Bologna, protagoniste di una celebre rivalità e di accesi derby, tentarono nel 1989 una fusione per poi sparire due anni dopo e in pochi anni le quattro squadre cittadine si ridussero a una, i Phoenix San Lazzaro, che furono protagonisti di due vittorie al Superbowl, prima dell'avvento di Lions Bergamo.
Il punto più basso della parabola di quello che era iniziato come lo "spaghetti-football" si raggiunse nei primi anni 2000. La federazione, commissariata dal 1998 per un'insostenibile situazione finanziaria, fu definitivamente espulsa dal CONI nel 2000, lasciando il movimento sportivo senza un punto di riferimento. Questa situazione diede origine a un nuovo frazionamento organizzativo: nel 2003 si disputarono due campionati differenti e altrettante finali: l'Eleven Bowl, organizzato dalla neonata FIDAF a cui parteciparono 4 squadre del sud, vinto dagli Sharks Palermo, e la Golden League della FIAF, che mantenne il marchio "Superbowl" ma al quale parteciparono soltanto 5 squadre, tra cui i Lions Bergamo vincitori.

### La rinascita
Dal 2004 la Serie A, rinominata "Superbowl League", fu organizzata dalla National Football League Italy, ennesima lega formata per sopperire al vuoto lasciato dalla scomparsa della Federazione Italiana American Football (FIAF). Nel 2008 però i maggiori club, con l'obiettivo di rilanciare il movimento, decisero di uscire dalla NFLI e organizzare una Super-lega d'élite a girone unico, chiamata Italian Football League. Come nel 2003, anche nel 2008 si giocarono due finali: il XXVIII Superbowl, organizzato dalla NFLI e vinto dagli Hogs Reggio Emilia sui Warriors Bologna, e il 1° Italian Superbowl della IFL, vinto dai Lions Bergamo, al loro 11º titolo consecutivo, sui Giants Bolzano.
La stagione 2009 avrebbe dovuto rappresentare quella della riunificazione e del definitivo rilancio del football in Italia. Nel frattempo infatti il movimento sembrava dare segnali di ripresa, molti ex-giocatori erano diventati dirigenti e avevano rifondato alcune delle squadre storiche, infondendo nuovo entusiasmo all'ambiente. Tuttavia i campionati rimasero ancora divisi: chiusa la NFLI, che aveva esaurito il suo compito storico, molte delle squadre che nel 2007 erano rimaste fuori dalla nuova lega vi si trasferirono. La IFL poteva contare su una serie A e una serie cadetta, ma altri club della ormai defunta NFLI avevano organizzato un'altra federazione, la Federazione Italiana Football, disputando un campionato alternativo e mantenendo la numerazione tradizionale del Superbowl, che FIDAF e IFL hanno recuperato nel 2012 poiché tutte le squadre che abbiano mai vinto un Superbowl Italiano (con le uniche eccezioni di Phoenix e Pharaones ora scomparsi) giocano in campionati FIDAF.
Il Superbowl XXX è stato vinto dai Red Jackets Lunigiana sui Bengals Brescia, mentre l'Italian Superbowl II ha visto la fine del dominio pluridecennale dei Lions Bergamo, superati dai Giants Bolzano che si sono presi la rivincita, dopo la sconfitta di misura del 2008.

## Evoluzione del campionato italiano di football americano

### Cronologia
| Anno      | Campionato maggiore             | Campionati di II Livello               | Campionati di III Livello                       | Campionati giovanili | Altre leghe - Tornei                                                                  | Campionato Femminile         |
| --------- | ------------------------------- | -------------------------------------- | ----------------------------------------------- | --- | ------------------------------------------------------------------------------------- | ---------------------------- |
| 1944      |                                 |                                        |                                                 | | Bambino Bowl                                                                          |                              |
| 1945      |                                 |                                        |                                                 | | Spaghetti Bowl                                                                        |                              |
| 1947      |                                 |                                        |                                                 | | TrUST (1 partita)                                                                     |                              |
| 1948      |                                 |                                        |                                                 | | TrUST                                                                                 |                              |
| 1949      |                                 |                                        |                                                 | | TrUST                                                                                 |                              |
| 1950      |                                 |                                        |                                                 | | TrUST                                                                                 |                              |
| 1951      |                                 |                                        |                                                 | | TrUST                                                                                 |                              |
| 1952      |                                 |                                        |                                                 | | TrUST                                                                                 |                              |
| 1953      |                                 |                                        |                                                 | | TrUST                                                                                 |                              |
| 1954      |                                 |                                        |                                                 | | TrUST                                                                                 |                              |
| 1955-1973 | dati non noti                   | dati non noti                          | dati non noti                                   | dati non noti | dati non noti                                                                         | dati non noti                |
| 1974      |                                 |                                        |                                                 | | USAFE USArEurFT                                                                       |                              |
| 1975      |                                 |                                        |                                                 | | USAFE USArEurFT                                                                       |                              |
| 1976      |                                 |                                        |                                                 | | NIFL                                                                                  |                              |
| 1977      | FIFA                            |                                        |                                                 | | NIFL                                                                                  |                              |
| 1978      |                                 |                                        |                                                 | | NIFL                                                                                  |                              |
| 1979      |                                 |                                        |                                                 | | NIFL                                                                                  |                              |
| 1980      | LIF                             |                                        |                                                 | | NIFL                                                                                  |                              |
| 1981      | LIF AIFA                        |                                        |                                                 | | NIFL                                                                                  |                              |
| 1982      | AIFA                            |                                        |                                                 | | NIFL                                                                                  |                              |
| 1983      | AIFA                            |                                        |                                                 | AIFA Under 20 | NIFL Coppa Città di Genova                                                            |                              |
| 1984      | AIFA Serie A                    | AIFA Serie B                           |                                                 | AIFA Under 20 | NIFL Coppa Città di Genova Settimana Internazionale                                   |                              |
| 1985      | AIFA Serie A                    | AIFA Serie B                           | AIFA Serie C                                    | AIFA Under 20 | NIFL Trofeo Amicizia Sportiva Torneo Del Gaudio Trofeo Roma City Torneo di Bari       |                              |
| 1986      | AIFA Serie A                    | AIFA Serie B                           | AIFA Serie C                                    | AIFA Under 20 | NIFL Trofeo Amicizia Sportiva Memorial Angelo Rodolfo Stiassi Trofeo Città di Mortara |                              |
| 1987      | AIFA Serie A                    | AIFA Serie B                           | AIFA Serie C                                    | AIFA Under 20 |                                                                                       |                              |
| 1988      | FIAF Serie A1                   | FIAF Serie A2                          | FIAF Serie B                                    | FIAF Under 20 | Starbowl                                                                              |                              |
| 1989      | FIAF Serie A1                   | FIAF Serie A2                          | FIAF Serie B                                    | FIAF Under 20 |                                                                                       |                              |
| 1990      | FIAF Serie A1                   | FIAF Serie A2                          | FIAF Serie B                                    | FIAF Under 21 |                                                                                       |                              |
| 1991      | FIAF Serie A1                   | FIAF Serie A2                          | FIAF Serie B                                    | FIAF Under 21 FIAF Under 18 |                                                                                       |                              |
| 1992      | FIAF Serie A1                   | FIAF Serie A2                          | FIAF Serie B                                    | FIAF Under 21 FIAF Under 18 |                                                                                       |                              |
| 1993      | FIAF Serie A1                   | FIAF Serie A2                          | FIAF Serie B                                    | FIAF Under 21 FIAF Under 18 | Coppa Italia FIAF Trofeo Hogan Football Arena Italia                                  |                              |
| 1994      | FIAF Serie A1                   | FIAF Serie A2                          | FIAF Serie B                                    | FIAF Under 21 FIAF Under 18 | Indoor Football Italia                                                                |                              |
| 1995      | FIAF Golden League              | FIAF Silver League                     | FIAF Winter League                              | FIAF Under 21 FIAF Under 18 | Memorial Elvio Ancillani Torneo Lions Brescia Vittoria Alata                          |                              |
| 1996      | FIAF Golden League              | FIAF Silver League                     | FIAF Winter League                              | FIAF Under 21 FIAF Under 18 | Memorial Elvio Ancillani American Football Show                                       |                              |
| 1997      | FIAF Golden League              | FIAF Silver League                     | FIAF Winter League                              | FIAF Under 18 | AFP-IFL Quadrangolare di Correggio                                                    |                              |
| 1998      | FIAF Golden League              | FIAF Winter League                     |                                                 | FIAF Under 21 | Italian Football League                                                               |                              |
| 1999      | FIAF Golden League              | FIAF Winter League                     |                                                 | FIAF Under 21 | FIAF Italy Cup                                                                        |                              |
| 2000      | FIAF Golden League              | FIAF Winter League                     |                                                 | FIAF Under 21 |                                                                                       |                              |
| 2001      | FIAF Golden League              | FIAF Winter League                     | FIAF Serie C                                    | FIAF Under 21 | NWC Centri Sportivi Aziendali e Industriali                                           |                              |
| 2002      | FIAF Golden League              | FIAF Winter League                     |                                                 | FIAF Under 20 | FIDAF Campionato a 8 giocatori NCC NWC                                                |                              |
| 2003      | NFLI Golden League FIDAF        | FIAF Silver League                     | FIAF Nine League                                | NFLI Under 20 | Sunrise League NWC Penisola Bowl FIDAF Campionato a 5 giocatori NCC                   |                              |
| 2004      | NFLI Serie A                    | NFLI Serie B                           | NFLI Serie C                                    | NFLI Under 21 NFLI Under 17 | FIDAF Campionato a 9 giocatori FIDAF Campionato a 5 giocatori                         |                              |
| 2005      | NFLI Serie A                    | NFLI Serie B                           | NFLI Serie C                                    | NFLI Under 21 NFLI Under 17 NFLI Under 15 | FIDAF Campionato a 8 giocatori American Football Arena                                |                              |
| 2006      | NFLI Serie A                    | NFLI Serie B                           | NFLI Serie C                                    | NFLI Under 21 NFLI Under 17 NFLI Under 15 | Trofeo AirKlim Panasonic Torneo Città di Molinella                                    |                              |
| 2007      | NFLI Serie A (Superbowl League) | NFLI Serie B                           |                                                 | NFLI Under 21 NFLI Under 17 NFLI Under 15 | NFLI Coppa Italia Under 17                                                            |                              |
| 2008      | IFL NFLI Serie A                | FIDAF Serie A2 NFLI Serie B            | FIDAF Serie B                                   | FIDAF Campionato College (Under 23) FIDAF Campionato High School (Under 18) FIF Campionato Under 21 FIF Campionato Under 17                         | FIDAF Italian Federal Cup                                                             |                              |
| 2009      | IFL FIF Golden League           | FIDAF Serie A2 LeNAF FIF Silver League | FIDAF Serie B                                   | FIDAF Campionato College (Under 21) FIDAF Campionato High School (Under 18) FIF Campionato Under 21 FIF Campionato Under 18 FIF Campionato Under 15 |                                                                                       |                              |
| 2010      | IFL FIF Golden League           | FIDAF Serie A2 LeNAF                   | FIDAF Campionato Football a 9 FIF Silver League | FIDAF Campionato College (Under 21) FIDAF Campionato High School (Under 18) FIF Junior League                                                       |                                                                                       |                              |
| 2011      | IFL                             | FIDAF Serie A2 LeNAF FIF Golden League | FIDAF Campionato Football a 9 FIF Silver League | FIDAF Campionato College (Under 21) FIDAF Campionato High School (Under 18) FIF Junior League                                                       |                                                                                       |                              |
| 2012      | IFL                             | FIDAF Serie A2 LeNAF                   | FIDAF Campionato Football a 9                   | FIDAF Campionato College (Under 21) FIDAF Campionato High School (Under 18)                                                                         | FIF Golden League FIF Golden League Autunno                                           |                              |
| 2013      | IFL                             | FIDAF Serie A2 LeNAF                   | FIDAF Campionato Football a 9                   | Campionato Giovanile Under 19 FIDAF Campionato Giovanile Under 16 FIDAF Campionato Giovanile Under 13 FIDAF                                         |                                                                                       | CIFAF                        |
| 2014      | IFL                             | LENAF                                  | CIF9                                            | Campionato Giovanile Under 19 FIDAF Campionato Giovanile Under 16 FIDAF Campionato Giovanile Under 13 FIDAF                                         |                                                                                       | CIFAF                        |
| 2015      | IFL                             | II Divisione FIDAF (ex LeNAF)          | CIF9                                            | Campionato Giovanile Under 19 FIDAF Campionato Giovanile Under 16 FIDAF Campionato Giovanile Under 13 FIDAF                                         | IAAFL Italia Campionato amatoriale NFLI/AICS                                          | CIFAF                        |
| 2016      | I Divisione (Ex IFL)            | II Divisione FIDAF                     | III Divisione FIDAF (ex CIF9)                   | Campionato Giovanile Under 19 FIDAF Campionato Giovanile Under 16 FIDAF Campionato Giovanile Under 13 FIDAF                                         | IAAFL Italia Campionato amatoriale NFLI/AICS                                          | CIFAF                        |
| 2017      | I Divisione FIDAF               | II Divisione FIDAF                     | III Divisione FIDAF                             | Campionato Giovanile Under 19 FIDAF Campionato Giovanile Under 16 FIDAF Campionato Giovanile Under 13 FIDAF                                         | IAAFL Italia Campionato amatoriale NFLI/AICS                                          | CIFAF                        |
| 2018      | I Divisione FIDAF               | II Divisione FIDAF                     | III Divisione FIDAF                             | Campionato Giovanile Under 19 FIDAF Campionato Giovanile Under 16 FIDAF Campionato Giovanile Under 13 FIDAF                                         | IAAFL Italia Campionato amatoriale NFLI/AICS Torneo 7men CSI                          | CIFAF                        |
| 2019      | I Divisione FIDAF               | II Divisione FIDAF                     | CIF9                                            | Campionato Giovanile Under 19 FIDAF Campionato Giovanile Under 16 FIDAF Campionato Giovanile Under 13 FIDAF                                         |                                                                                       | CIFAF                        |
| 2020      | I Divisione FIDAF               | II Divisione FIDAF                     | CIF9                                            | Campionato Giovanile Under 19 FIDAF Campionato Giovanile Under 16 FIDAF Campionato Giovanile Under 13 FIDAF                                         |                                                                                       |                              |
| 2021      | I Divisione FIDAF               | II Divisione FIDAF                     | CIF9                                            | Coppa Italia Under 21 FIDAF Campionato Giovanile Under 18 FIDAF Campionato Giovanile Under 15 FIDAF Campionato Giovanile Under 12 FIDAF             |                                                                                       | CIFAF Coppa Italia Femminile |
| 2022      | IFL                             |                                        |                                                 | |                                                                                       |                              |
| 2023      | IFL                             |                                        |                                                 | |                                                                                       |                              |

Fonte: Enciclopedia del Football Italiano, a cura di Massimo Mezzetti

### Federazioni e Leghe di football americano

#### Attive
- FIDAF - Federazione Italiana Di American Football (dal 2001). Riconosciuta dal CONI il 17 dicembre 2010 come rappresentante del football italiano.
- IFL - Italian Football League (dal 2008, organizza l'omonimo torneo e l'Italian Superbowl), affiliata alla FIDAF.
- LENAF - Lega Nazionale American Football (dal 2009, gestisce il campionato di serie A2), affiliata alla FIDAF.
- IAAFL International Amateur American Football League (La continuità sportiva di AIFA - FIAF - NFLI - FIF dal 1980)

#### Defunte
- LIF - Lega Italiana Football, dal 1979 al 1983.
- AIFA - Associazione Italiana Football Americano, dal 1981 al 1988, confluita nella FIAF.
- FIAF - Federazione Italiana American Football, dal 1988, è stata affiliata al CONI fino al 2003.
- NFL Italia - Dal 2002 al 2008.
- FIF - Federazione Italiana Football (dal 2009, nata dalle ceneri della NFL Italia, gestisce la Golden League e la Silver League e ha organizzato il XXIX Superbowl Italiano). Mira al riconoscimento da parte del CONI in alternativa alla FIDAF. Anche se ormai questo traguardo è irraggiungibile, e nel 2012 si è ridotta a sole 4 squadre. Con il confluire dei Rams Milano in FIDAF per il campionato 2016 la FIF è definitivamente chiusa.

#### Internazionali
- EFAF - Federazione Europea di Football Americano
- IFAF - Federazione Internazionale di Football Americano
- NFL Europa (Sciolta nel 2007)
- NFL - Lega professionistica nordamericana

### Trofei
- Superbowl italiano
- Italian Superbowl
- SilverBowl
- Eurobowl
- Super Bowl

### Specialità
- Football americano
- Arena Football
- Flag football
- Touch football

### Altre voci sul football americano
- Glossario del football americano
- Lista dei campionati di football americano in Europa
- Categoria:football americano